# 源氏物語系図
源氏物語系図（げんじものがたりけいず）とは、源氏物語の登場人物を系図の形にして整理したものである。

## 源氏物語系図の必要性
『源氏物語』はおよそ500名余りの人物が登場する。更に以下の節で詳述する通り、人物の呼称は複雑であり、源氏物語を系統立って理解して読むためには登場人物を何らかの形で整理したものがどうしても必要になる。そのような必要性から源氏物語の登場人物を系図にして整理したものが古くから存在しており、「源氏物語系図」、「光源氏系図」、「源氏系図」などと呼ばれている。
江戸時代に入ってから出版された、湖月抄をはじめとする木版本による源氏物語では登場人物の系図が付されることが通例となり、その伝統は明治時代以後に活字によって出版された源氏物語にも引き継がれている。現代では本文とは独立した形で年立等と共に便覧やハンドブックのような形で提供される源氏物語系図も多く存在する。

## 源氏物語本文における登場人物の呼称
数多くの源氏物語の登場人物の中で本名（と思われるもの）で記されるのは身分の低い光源氏の家来である藤原惟光と源良清（これらの人物も身分が高くなるに従って「中納言」・「近江守」などと官職で呼ばれるようになる。）や匂宮の乳兄弟で家来である時方くらい（玉鬘などを含める説もあり、東山文庫本の須磨巻にのみ現れる「経光」といったごく一部の伝本にのみ現れる人物もある。）である。
光源氏をはじめとしてほとんどの人物は作中では本名で呼ばれない。例を挙げると、頭中将・左大臣・右大臣、兵部卿宮などのようにその官職で呼ばれたり、六条院（光源氏）、桐壺更衣、六条御息所、弘徽殿女御などのように居住地などのゆかりのある場所の名前に由来する「呼び名」しか記されておらず、さらには「一の宮」（これは単に天皇の長男というだけの意味であり、全ての天皇にそれぞれの「一の宮」が存在しうる。）や「女二宮」、「女三宮」（それぞれ2番目・3番目の女宮の意味）あるいは「女君」や「小君」といった普通名詞しか使われていない人物も少なくない。
これにより、同じひとりの人物でも、立場や官職が変わると呼び方が変化する。巻によって、場合によっては一つの巻の中でも場面によって様々に異なる呼び方がされる。さまざまな場面で繰り返し登場する主要な登場人物で一つの呼び方しか無い人物はむしろほとんど無い。
また逆に、「左大臣」・「右大臣」・「弘徽殿女御」など、同じ単語でも話が進むにつれ、別の人物を指す事も多い。

### 通称
これにより、読者や解説書は、主要な登場人物に対して何らかの、一人に一つの名前を割振らない事には、理解、解説がきわめてむずかしい。今日では主要な人物に対して、慣例的な呼称がほぼ定着している。
源氏物語の登場人物を指し示すのに使われる名前は、
1. 本名ではないものの作中で、語り手または登場人物が呼ぶもの。
2. 後世になって古系図や注釈書等の中で初めて使われるようになったもの。

の両方がある。これらも一人につき一通りではなく、時代による変遷もある。
たとえば「光源氏」の語は(「ひかる源氏」もしくは「光る源氏」の形で)、大島本では帚木巻と若紫巻に現れる。一方、「雲居の雁」の名は作中に現れず、この女性が読んだ和歌に含まれる語から与えられたものと考えられる。空蝉は、作中では帚木とも空蝉とも呼ばれている。
特に、後世になって現れた呼び名は、源氏物語の受容の歴史という観点からは、興味深い。詳しくは源氏物語古系図#意義を見よ。
これらの通称は以下のようにさまざまな由来を持っている。
- 身体的特徴に由来する通称
  - 光源氏（光り輝くように美しい皇子と評されたことから）
  - 髭黒（髭が濃く色黒であることから）
  - 薫（身体から芳香が漂ってくることから）
  - 匂宮（薫の身体から芳香が漂うことに対抗して着衣に薫物を焚き染めていることから）
- 詠んだ（詠まれた）和歌の中の印象的な語句に由来するもの
  - 空蝉　光源氏の歌「空蝉の身をかへてける木のもとになほ人がらのなつかしきかな」および空蝉の歌「空蝉の羽におく露の木がくれてしのびしのびにぬるる袖かな」による。
  - 朧月夜　「照りもせず曇りもはてぬ春の夜の朧月夜にしく（似る）ものぞなき」
  - 玉鬘 「恋ひわたる身はそれなれど玉かづらいかなる筋を尋ね来つらむ」
  - 雲居の雁 「雲居の雁もわがごとや（晴れない霧の中を飛ぶ雁は今の私と同じような気持ちなのだろうか）」「少女」巻
  - 真木柱 「今はとて宿かれぬとも馴れ来つる真木の柱はわれを忘るな」（真木柱）
  - 柏木 落葉の宮の歌「柏木に葉守の神はまさずとも人ならすべき宿の梢か」（柏木）
  - 落葉の宮 　「もろかづら落葉を何に拾ひけむ名は睦ましきかざしなれども」若菜下
  - 浮舟　「橘の小島の色はかはらじをこのうき舟ぞゆくへ知られぬ」
- 邸宅の所在地に由来する通称
  - 六条院　（光源氏）
  - 六条御息所
- その他の由来を持つ通称
  - 秋好中宮 光源氏が同人に言い寄る口実に「あなたは春と秋のどちらがお好きか」と尋ねた際に「母御息所の亡くなった秋に惹かれる」と答えた事に由来する（薄雲）。
  - 紅梅 紅梅の枝に添えて匂宮に和歌を贈った事に由来する（紅梅）。

またこれらの通称とは少々異なるが、役職名が固有名詞化したものもある。 たとえば物語全体で右大臣は何人も存在するが、今日、単に右大臣と言えば桐壺巻で右大臣であった人物を指す慣例である。

## 歴史

### 源氏物語系図の時代区分
「二百五、六十種の伝本を調査した」とする池田亀鑑は「発達史的観点」から源氏物語系図を以下の3つに分類した。これらはそれぞれ、『源氏物語』の注釈史の中での「古注」、「旧注」、「新注」に対応していると考えられる。さらに現代の印刷本やハンドブック類に掲載されている源氏物語系図もこれらの古注釈の時代の系図とは異なったものである。これらの系図はそれぞれの時代の実在する家系を記述する系図の傾向も反映していると考えられる。
- 実隆本以前のもの（古系図）
- 三条西実隆による「実隆本」（長享2年（1488年）の奥書を持つ）以後のもの
- 「すみれ草」以後のもの

### 前史
鎌倉時代後期に成立した源氏物語の注釈書『幻中類林』の中から本文関係の記述を抜き出した書物「光源氏物語本事」（島原松平文庫蔵本）の中に伝えられる更級日記の逸文において、1021年ころに更級日記の作者である菅原孝標女が源氏物語全体を初めて手に入れて読んだときのことについて、現在の流布本である定家本系統の本文では「五十余まき櫃に入りて」となっているところが、「ひかる源氏の物がたり五十四帖に譜ぐして」（「譜」と呼ばれるものを手元に置いて〈読んだ〉）と源氏物語が成立して間もない時期に「譜」なる源氏物語に関連する何らかの書き物が存在したとされている。この「譜」が何であるのかは幻中類林の著者了悟にとっても「年来の不審であった」ために当時の有識者たちに尋ねて回っており「うちふみ」（氏文＝系図）であるとする見解が存在したことを識している

### 古系図
源氏物語系図のうち、三条西実隆が整えた実隆本源氏物語系図以前の源氏物語系図を「源氏物語古系図」という。「九条家本源氏物語系図」が代表的である。古系図はそれだけで独立した文書として、または写本や注釈書等に付される形で数多く作成されたが、実隆本の成立以後は次第に取って代わられていった。
現存する古系図は、院政期には成立したと考えられる祖本に由来をすると考えられている。これは、共通して「朧月夜」について他の人物と比べると異例なほどの長文の解説が付されているなど、源氏物語の読者それぞれが自分の理解に基づいて作成したとすると考えられないほどに言い回しなどが共通しているためである。また、古系図の原形は、現在では一般な源氏物語の本文である青表紙本や河内本が成立するより前に出来たものであるため、しばしば巣守三位のような現在一般的な源氏物語には存在しない人物が含まれている。また「雲居の雁」、「落葉の宮」といった登場人物の呼称中で本文中に現れず、『源氏物語』が読まれる中で使われるようになってきた名前がいつ頃から使われるようになったのかを知る手がかりにもなる。

### 実隆本
実隆本源氏物語系図とは、三条西実隆が整えた源氏物語の系図をいう。実隆本以前に存在した全ての源氏物語系図は、大きく九条家本の流れを汲むもので、実隆の当時の標準的な本文となりつつあった青表紙本が成立する以前の本文に基づいて作られたものであり、巣守三位など現存する源氏物語の中には現れない人物についての言及もしばしば見られるなど、物語との整合性も悪かった。
そのような中で実隆によって整えられた「実隆本」はそれ以前の古系図とは形式と内容がいくつかの点で異なっていた。実隆本以前はさまざまな源氏物語系図が存在していたが、実隆本が成立して以後はわずかな例外を除いて実隆本の流れを汲むものが主流となっていった。
実隆本には系図本体や奥書についていくつかの異なる内容のものが現存している。

### すみれ草
すみれ草とは、平田篤胤の弟子である北村久備が本居宣長による源氏物語の注釈書『源氏物語玉の小櫛』を補完するものとして著したものであり、序文では「本居宣長が『源氏物語玉の小櫛』でなし得なかった系図に、年立を加えたものである」とされている。平安時代末期以降の伝統を持つ源氏物語の人物系図と室町時代の一条兼良以来の伝統を持つ源氏物語の年立について、本居宣長ら国学者による合理的な解釈を施して整理し、ほぼ現在の形を確立したものであり、これ以後の源氏物語研究に大きな影響を与えた。
このすみれ草はそれまで主流であった実隆本と比べたとき以下のような特色を持っている。
- 冒頭に「系図略図」としてほぼ人名だけからなる全体を俯瞰する系図を置き、その後に個々の人物に詳細な説明を付した系図を置いている。
- 兄弟姉妹の並べ方について、それまでの系図が例外はあるものの長幼に関係なく全ての男性を先に記述し、女性をその後にまとめて記述することが多かったのを改め、男女に関係なく年齢順に記述している。
- 光源氏を「六条院」、浮舟を「手習三君」とするなど平安時代末期に源流を持つ古系図時代から受け継がれてきた源氏物語系図独特の人名表記について「わかりにくい」として現在見られるような一般的な記述に改めている。
- 系図以外の附載文書について、
  - 古系図にしばしば付けられていた伝説的な形で源氏物語の成立事情を説明する「源氏物語のおこり」などは付けられていない
  - この「すみれ草」は年立と組み合わせた全3巻の構成を取っているが、これは古系図にしばしば附されていた巻名目録の発展したものであると見られる。（天文本系図には系図に附されている巻名目録に簡単な年立が附されているという中間段階といえるものがある。）

「すみれ草」は明治時代以降も実用的な源氏物語系図として利用されており、大正元年に刊行された源氏物語の書籍にも歴史的な過去の文書としてではなく「読者が源氏物語を読むに当たって役立つ参考文書」としてすみれ草をそのまま掲載しているものがある。また昭和になってから刊行された書籍では、その中に収められた「系図」はすみれ草そのものではないものの、すみれ草の冒頭部分の「系図略図」をほぼそのまま受け継いだような個々の人物の事績に関する詳細な記述を持たないものだけになっている。

### 現代の源氏物語系図
現代の源氏物語の活字印刷本にも江戸時代以来の版本と同様に年立や系図など源氏物語を読むのに役立つようなさまざまな情報が付加されており、便覧やハンドブックのような独立した印刷物に含まれていることも多い。これらの20世紀半ば以降の源氏物語系図は、それ以前のすみれ草の流れをくむものとは大きく変わったもので、概ね以下のような共通点を持っている。
- 系図の中には個々の人物についての詳細な事績の記述は持たず、必要ならその系図が掲載されている出版物に別に含まれている「年立」や「源氏物語登場人物事典」のようなものを参照するようになっている。
- それまで父系が繋がるものは繋がる限り全体を一つの大きな系図で記述していたが、「第一部」・「第二部」・「第三部」あるいはその書籍が本文を掲載している一帖から数帖ごとに分割し、それぞれの場面に登場・関係する人物のみを記載し、またそれぞれの時点での故人やその場面で死去する人物を明記している。
- それまでは個々の人物の説明の中で「母○○」といった文章でしか記載されていなかった「女性（母親）からその子への親子関係」を、「男性（父親）からその子への親子関係」と同様に線でつなげて表示する。
- 男女の婚姻関係を二重線でつなげて表示する。

さらに個々の系図の中には上記のようなものと大筋で共通点を持ちながらもそれぞれに工夫を加えたものが見られる。
- すみれ草の系図の冒頭部分に近い「通巻系図」と「各巻系図」との二本立てになっているもの[12]
- 全体を大きく「第一部の系図」・「第二部の系図」・「第三部の系図」の三つの大きな系図に分けた上で、以下のような小規模な系図を掲載しているもの[13][14][15]。
  - 「第一部の系図」の後に「桐壺院の御子たち」・「藤壺・紫の上・式部卿宮一族」・「右大臣家と朱雀院」・「明石一族」など
  - 「第二部の系図」の後に「鬚黒とその周辺」・「夕霧とその周辺」
  - 「第三部の系図」の後に「八の宮の姫君たちと弁の尼」・「浮舟とその周辺」・「小野の山里の人々」
- 同一ページの上段に年譜・下段にその部分に関連する系図を記述しているもの[16]
- 女子が生んだ子も男子の子と同様に記述することにより、外孫と内孫が同様の形に記されるもの[17]